# Viljar Myhra
Viljar Myhra (Skien, 1996. július 21. –) norvég korosztályos válogatott labdarúgó, a Strømsgodset kapusa.

## Pályafutása

### Klubcsapatokban
Myhra a norvégiai Skienben született. Az ifjúsági pályafutását a Astor FK csapatában kezdte, majd a Siljan IL és az Odd akadémiájánál folytatta.
2015-ben mutatkozott be az Odd első osztályban szereplő felnőtt csapatában. Először 2017. május 16-án, a Haugesund ellen 2–0-ra megnyert mérkőzésen lépett pályára.
2019. január 12-én a Strømsgodset együtteséhez szerződött. Myhra 2019. március 31-én, a Haugesund ellen 3–2-re megnyert találkozón debütált.

### A válogatottban
2017-ben debütált a norvég U21-es válogatottban. Először 2017. március 24-én, Portugália ellen 3–1-re elvesztett barátságoson lépett pályára.

## Statisztikák
2022. szeptember 18. szerint
| Klub         | Szezon   | Osztály     | Bajnokság | Bajnokság | Kupa  | Kupa | Nemzetközi | Nemzetközi | Összesen | Összesen |
| Klub         | Szezon   | Osztály     | Meccs     | Gól       | Meccs | Gól  | Meccs      | Gól        | Meccs    | Gól      |
| ------------ | -------- | ----------- | --------- | --------- | ----- | ---- | ---------- | ---------- | -------- | -------- |
| Odd          | 2017     | Eliteserien | 5         | 0         | 0     | 0    | 1          | 0          | 6        | 0        |
| Odd          | 2018     | Eliteserien | 2         | 0         | 3     | 0    | 0          | 0          | 5        | 0        |
| Odd          | Összesen | Összesen    | 7         | 0         | 3     | 0    | 1          | 0          | 11       | 0        |
| Strømsgodset | 2019     | Eliteserien | 17        | 0         | 0     | 0    | —          | —          | 17       | 0        |
| Strømsgodset | 2020     | Eliteserien | 30        | 0         | 0     | 0    | —          | —          | 30       | 0        |
| Strømsgodset | 2021     | Eliteserien | 27        | 0         | 1     | 0    | —          | —          | 28       | 0        |
| Strømsgodset | 2022     | Eliteserien | 23        | 0         | 0     | 0    | —          | —          | 23       | 0        |
| Strømsgodset | Összesen | Összesen    | 97        | 0         | 1     | 0    | 0          | 0          | 98       | 0        |
| Összesen     | Összesen | Összesen    | 104       | 0         | 4     | 0    | 1          | 0          | 109      | 0        |

## Fordítás
Ez a szócikk részben vagy egészben  a   Viljar Myhra című angol Wikipédia-szócikk fordításán alapul.  Az eredeti cikk szerkesztőit annak laptörténete sorolja fel. Ez a jelzés csupán a megfogalmazás eredetét és a szerzői jogokat jelzi, nem szolgál a cikkben szereplő információk forrásmegjelöléseként.